# Cedar Township (comté de Benton, Iowa)
Cedar Township est un township, du comté de Benton en Iowa, aux États-Unis,.
Le township est créé en 1851.

## Source de la traduction
- (en) Cet article est partiellement ou en totalité issu de l’article de Wikipédia en anglais intitulé « Cedar Township, Benton County, Iowa » (voir la liste des auteurs).